# Tony Orlando
Michael Anthony Orlando Cassavitis (sinh ngày 3 tháng 4 năm 1944), được biết đến với tên chuyên nghiệp là Tony Orlando, là một ca sĩ, nhạc sĩ, nhà sản xuất, điều hành âm nhạc và diễn viên người Mỹ, được biết đến với nhóm Tony Orlando và Dawn và những bản hit thập niên 1970 của họ.
Orlando thành lập nhóm doowop The Five Gents năm 1959 khi mới 15 tuổi, người mà anh đã thu âm bản demo, và nhận được sự chú ý của nhà xuất bản âm nhạc và nhà sản xuất Don Kirshner. Vào năm 17 tuổi, vào năm 1961, Orlando đã có bản hit đầu tiên với bài hát "Đinh Đông" trên hãng thu âm MILO. Kirshner đã thuê Orlando để viết các bài hát tại 1650 Broadway, Manhattan như một phần của cộng đồng sáng tác nhạc Brill Building thịnh vượng của New York, cùng với các nhạc sĩ khác Carole King, Neil Sedaka, Toni Wine, Barry Mann, Cynthia Weil, Bobby Darin, Connie Francis, và Tom và Jerry, người đã không đến được văn phòng cho đến khi họ đổi tên thành Simon và Garfunkel. Orlando cũng được thuê để hát trên các bản demo nhạc mới sáng tác, và đĩa đơn phát hành với Orlando như một nghệ sĩ solo bắt đầu để đạt các bảng xếp hạng ở Mỹ và đầu Vương quốc Anh năm 1961 với "Halfway to Paradise" và "Bless You" khi ông 16 tuổi. Orlando tiếp tục là một nghệ sĩ solo và cũng trở thành một nhà sản xuất, đồng thời là một nhà điều hành âm nhạc thành công vào cuối những năm 1960. Ông được Clive Davis thuê làm tổng giám đốc của nhà xuất bản Columbia Records, April-Blackwood Music vào năm 1967, và vào cuối những năm 1960 đã được thăng chức phó chủ tịch của Columbia/CBS Music.
Năm 1969, Orlando ký hợp đồng với Barry Manilow với hợp đồng thu âm đầu tiên của ông với Bell Records, đồng sáng tác với anh và sản xuất các ca khúc sớm nhất của Manilow. Ông cũng làm việc với các nghệ sĩ khác, như The Yardbirds, James Taylor, Grateful Dead, Blood Sweat and Tears, và Laura Nyro. Ông đã thu âm " Candida " với tư cách là giọng ca chính dưới bút danh "Dawn" vào năm 1970, và khi bài hát trở thành hit số một quốc tế, anh ấy bắt đầu sử dụng tên của mình trong nhóm trở thành "Dawn hợp tác với Tony Orlando" và sau đó là "Tony Orlando và and Dawn". Nhóm này có 19 bản hit hàng đầu khác, bao gồm " Tie a Yellow Ribbon Round the Ole Oak Tree ", bản hit bán chạy nhất năm 1973 và là một trong những đĩa đơn bán chạy nhất mọi thời đại. Nhóm cũng có một chương trình đa dạng, The Tony Orlando và Dawn Show trên CBS từ 1974 đến 1976. Sau đó họ chia tay vào năm 1978.
Năm 1993, ông đã mở Nhà hát âm nhạc Tony Orlando Yellow Ribbon ở Branson, Missouri. Orlando đã chấm dứt trình diễn ở đó vào năm 2013.